# Palais de Tokyo

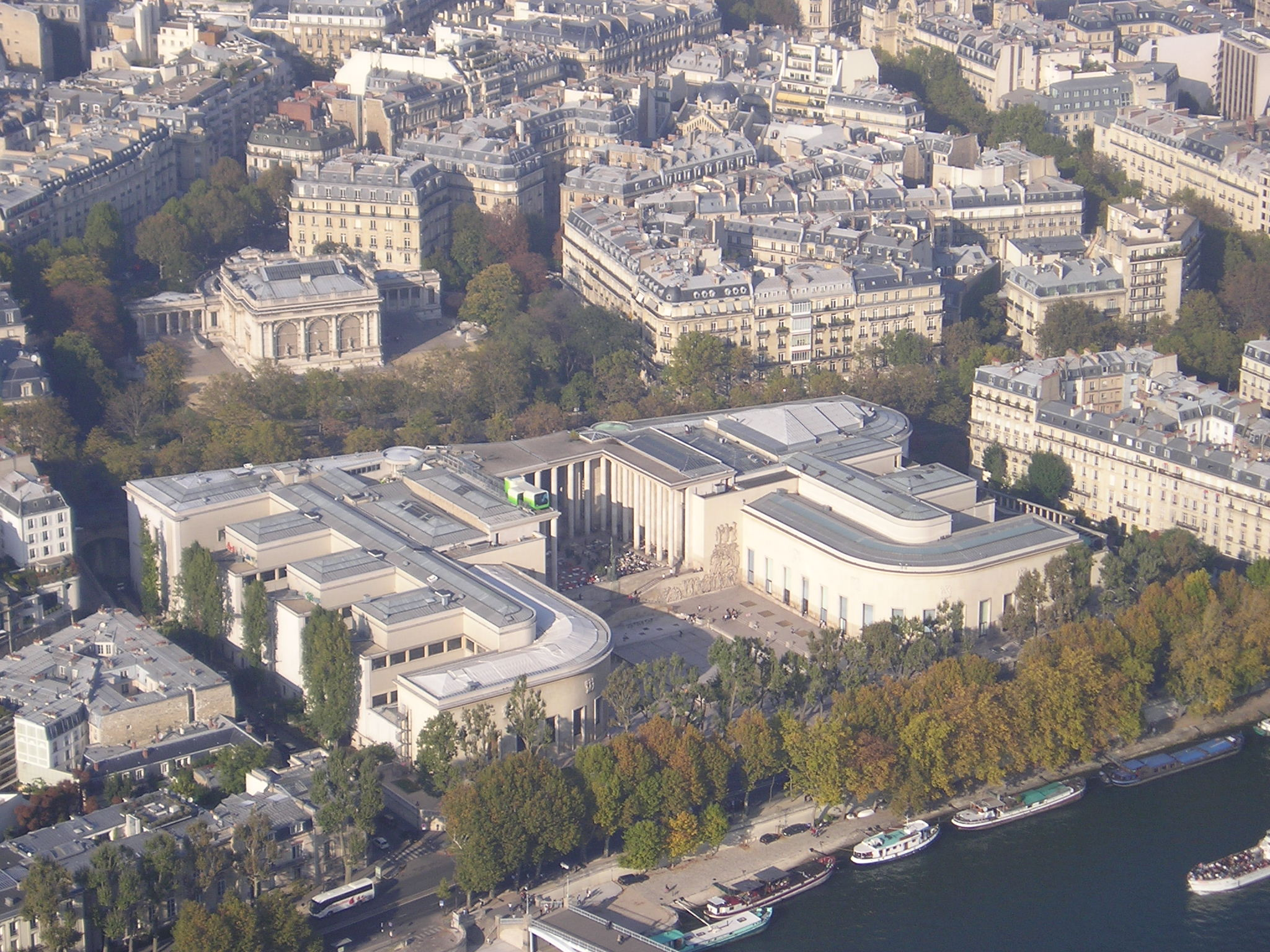
Palais de Tokyo

Palais de Tokyo, vars ursprungliga namn är Palais des Musées d'Art Moderne, är en byggnad tillägnad modern och samtida konst. Det ligger på 13 Avenue du President-Wilson i det sextonde arrondissementet i Paris, efter Seines strand några hundra meter nordost om Chaillotpalatset. Byggnaden är klädd i marmor.
Byggnaden i fråga heter Palais de Tokyo, som är uppkallad efter Quai de Tokio (nuvarande New-York-avenyn) vid Seines strand.